# 首なし鶏マイク
首なし鶏マイク（くびなしにわとりマイク、Mike the Headless Chicken、1945年4月 - 1947年3月）は、首をはねられた後も18か月間生存していたことで知られるアメリカの雄鶏である。

## 概要
1945年9月10日、コロラド州Fruita（フルータ、フルイタ）の農家ロイド・オルセンの農場で、ロイドと妻のクララが屠殺を行っていた最中、1羽の鶏が首をはねられた。通常ならそのまま絶命するはずであったが、その鶏は首の無いままふらふらと歩き回り、それまでと変わらない羽づくろいや餌をついばむようなしぐさをし始めた。首を失っても動き続ける奇妙な鶏を見たオルセンは一晩様子を見ることにしたが、翌日になってもこの鶏は生存し続け、その有様に、ロイドは精肉市場に絞めた鶏を売りに行くときに、首のない鶏も連れて行き、人々に「首がなくても生きている鶏がいるかどうか」とビールを賭けた。その結果、首のない鶏の噂が広がり、地元紙の取材を受けるほどになった。
2週間後、見世物小屋のプロモーターに呼ばれ、ロイドと鶏は約480 km離れたユタ州ソルトレイクシティを訪れた。ロイドはユタ大学にマイクと名づけた鶏を持ち込んだ。科学者は驚きの色を隠せなかったが、それでも調査が行なわれ、マイクの頚動脈が凝固した血液でふさがれ、失血が抑えられたのではないかと推測された。また脳幹と片方の耳の大半が残っているので、マイクが首を失っても歩くことができるのだという推論に達した。
その後、プロモーターは夫婦とマイクを連れてアメリカ中を興行に周った。その結果、首の無いまま生き続ける奇跡の鶏はたちまち評判となり、マイクはニューヨークやロサンゼルスなどで見世物として公開された。話題はますます広がるとともに、マイクも順調に生き続け、体重も当初の2ポンド半から8ポンドに増えた。大手雑誌の『ライフ』などに紹介されることとなった。
マイクの周遊はクララによって記録されており、現在も保管されている。
マイクは自ら食べ物を食べられなかったため、喉から管を通し、ロイドがスポイトで水と餌を与え、注射器で喉から粘液を除去していたが、1947年3月、興行中のアリゾナ州フェニックスにおいて、マイクは餌を喉につまらせ、ロイドが興行先に給餌用のスポイトを忘れたため餌をかき出すこともできずに手の施しようもなく、窒息して死亡した。
マイクの死後、ギネス記録に首がないまま最も長生きした鶏として記録された。

## 名声
ひとたび名声が確立されると、マイクは双頭の牛といった他の動物たちと巡業を始めた。彼の写真は『タイム』や『ライフ』など数多くの雑誌と新聞に掲載された。農家の主人は首のない鶏を生かしておくことで多少の非難を受けた。
マイクの演し物の入場料は25セントであり、1ヶ月に4,500ドルの収益を上げた。彼自身の値打ちも1万ドルであった。マイクの大成功は、これを真似た鶏の首斬りブームを巻き起こしたが、その中で1〜2日以上生きていた鶏はいなかった。マイクと一緒に、ホルマリン漬けにされた鶏の頭も展示されたが、それはマイク本来の頭ではなかった。もとの頭はすでに猫に食べられたということであった。後に、いくつかの動物愛護協会の委員がマイクを調査し、マイクに苦痛はなかったと断言した。
当時、以下のような童謡が生まれた：
| 「 | Mike, Mike, where's your head? Even without it, you're not dead! （マイク、マイク、お前の頭はどこだい? それがなくても、お前は死なない!） | 」 |

## 記念日
マイクの故郷であるフルイタでは毎年5月の第3週末日を「首なし鶏の日」として、エッグレースなど地元民のお祭りにしており、首が無くても生き続けたマイクの生命力を讃えている。

## 残った脳に関する学説
英ニューカッスル大学行動・進化センターのトム・スマルダーズ博士は、2015年、BBCに対し次のようなコメントをしている。
- ニワトリの脳は主に頭蓋骨後部の目の後ろに集中している。
- マイクは、脳の質量の最大80％、つまり心拍や呼吸、空腹や消化といった身体機能を司る部分は影響を受けずに済んだのではないか。

″1800年代後半、鳥の脳の部位には哺乳類の脳に相当する名称がつけられていたが、それは実は間違っていた。鳥の脳だと今思っている部分のほとんどが、当時は脳幹だと考えられていたのだろう。″